# Ma Zong
Ma Zong (chin. 马总 / 馬總, 马摠 u. a.; zi: Huiyuan 會元/会元; gest. 823) war ein chinesischer Gelehrter und Politiker während der Zeit der Tang-Dynastie (618–907). Er ist insbesondere bekannt für seine Sammlung Yilin (意林,  Yìlín – „Wald der Ideen“), die Zitate aus Werken enthielt, die in der Tang-Zeit offenbar noch existierten.
Ma Zong stammte aus Fufeng 扶風 (heute in der Provinz Shaanxi) und schrieb zahlreiche historiografische Bücher, darunter Tongji 通紀 (Chronik), Nianli 年曆 (Almanach) oder Zouyi 奏議 (Memorial an den Thron).

## Yilin
Sein bekanntestes Werk ist die Sammlung Yilin 意林 in 5 juan, das biografieähnliche Geschichten von bedeutenden Persönlichkeiten enthält.
In der Bibliographie des Hanyu da zidian (HYDZD) wird das Yilin 意林 in der Ausgabe des Sibu congkan 四部丛刊 mit einem Nachdruck der Wuyingdian Juzhenban 武英殿聚珍版-Ausgabe herangezogen und sein Tangnian bulu 唐年补录 (1 juan) in der des Shuofu 说郛 (in der Wanweishantang-Ausgabe 宛委山堂本).
In der Zeit der Qing-Dynastie haben sich verschiedene Gelehrte intensiver mit dem Yilin beschäftigt, die HYDZD-Bibliographie nennt Sun Xinghua 孙星华 (Yilin shiyi 意林拾遗, Juzhenban congshu 聚珍版丛书), Zhang Haipeng 张海鹏 (Yilin buyi 意林补遗, Chongwenshu juhui ke congshu 崇文书聚汇刻丛书) und Zhou Guangye 周广业 (ji 辑), Li Yusun 李遇孙 (bu 补) (Yilin yiwen 意林遗文, Shewen jiuzi 涉闻旧梓).